# Tadatoshi Masuda
Tadatoshi Masuda, född 25 december 1973 i Shizuoka prefektur, Japan, är en japansk tidigare fotbollsspelare.